# Ceiupaba lineata
Ceiupaba lineata là một loài bọ cánh cứng trong họ Cerambycidae.